# A Vitória É Nossa
A Vitória É Nossa é o segundo álbum de estúdio da cantora Damares. Lançado no ano de 2000 pela gravadora Louvor Eterno, o disco foi produzido e foi "arranjado" pelo maestro e produtor Ezequiel Matos e foi mixado por Edinho Cruz.
O disco saiu em forma de compacto, depois de 15 anos, foi lançado em download digital.

## Faixas
| N.º            | Título                   | Compositor(es)     | Duração |  |
| 1.             | "Jesus está Voltando"    | Amigos do Rei      | 4:35    |  |
| 2.             | "A Vitória é Nossa"      | Damares            | 3:14    |  |
| 3.             | "Alpha e Ômega"          | Adilson Silva      | 4:30    |  |
| 4.             | "Varão de Fogo"          | Adilson Silva      | 4:00    |  |
| 5.             | "Aparência"              | Nilton Cesar       | 3:45    |  |
| 6.             | "Filho"                  | Raimundo Rodrigues | 3:39    |  |
| 7.             | "A Trajetória da Igreja" | Wagner Roberto     | 3:40    |  |
| 8.             | "Adeus Planeta Terra"    | Geraldo Souza      | 3:45    |  |
| 9.             | "É Hora de Voltar"       | Nilton Cesar       | 3:55    |  |
| 10.            | "Anjos"                  | Raimundo Rodrigues | 3:50    |  |
| 11.            | "Missionário Vai"        | Airton Cardoso     | 4:30    |  |
| Duração total: | Duração total:           | Duração total:     | 40:10   |  |